# Jakob David Greiff
Jakob David Greiff (* 16. August 1776 in Sinsheim; † 13. August 1865 in Wiesloch) war Posthalter in Wiesloch und badischer Landtagsabgeordneter.

## Leben
Greiff war der Sohn eines Sinsheimer Apothekers, studierte Pharmazie und übernahm 1795 zunächst den elterlichen Betrieb, bevor er 1804 die Posthalterei in Wiesloch übernahm. 1821 nahm er als weltlicher Deputierter an der evangelischen Generalsynode teil und wurde um diese Zeit auch korrespondierendes Mitglied im badischen landwirtschaftlichen Verein. Von 1837 bis 1840 gehörte er als Abgeordneter des Wahlkreises 32 (Wiesloch und Neckargemünd) der II. badischen Landtagskammer an.
Als Posthalter folgte ihm sein Sohn Karl David Greiff. Dessen Sohn Gustav Greiff wurde ebenfalls badischer Abgeordneter.